# 9027 Graps
9027 Graps este o planetă minoră (asteroid), cu un diametru de 3,111 km, din centura de asteroizi. A fost descoperită pe 4 noiembrie 1988 la Observatorul Kleť de Antonín Mrkos. 
Obiectul prezintă o orbită caracterizată de o semiaxă mare de 2,2999398 UAi, o excentricitate de 0,2, o înclinație de 5,14072 ° în raport cu ecliptica.